# Täbris (Verwaltungsbezirk)
Täbris (persisch شهرستان تبریز) ist ein Schahrestan in der Provinz Ost-Aserbaidschan im Iran. Er enthält die Stadt Täbris, welche die Hauptstadt des Verwaltungsbezirks ist. 

## Kreise
Der Verwaltungsbezirk gliedert sich in folgende Kreise:
- Zentral (بخش مرکزی)
- Khosrowschahr (بخش خسروشهر)

## Demografie
Bei der Volkszählung 2016 betrug die Einwohnerzahl des Schahrestan 1.773.033. Die Alphabetisierung lag bei 88 Prozent der Bevölkerung. Knapp 92 Prozent der Bevölkerung lebten in urbanen Regionen.
| Zensusjahr | Einwohnerzahl |
| ---------- | ------------- |
| 2011       | 1.695.094     |
| 2016       | 1.773.033     |